# Unione Sportiva Alessandria Calcio 1912 2013-2014
Questa voce raccoglie le informazioni riguardanti l'Unione Sportiva Alessandria Calcio 1912 nelle competizioni ufficiali della stagione 2013-2014.

## Stagione
Nella stagione 2013-2014 l'Alessandria ha disputato il diciassettesimo campionato di Lega Pro Seconda Divisione della sua storia, ottenendo al termine l'ammissione al nuovo campionato di terza serie progettato dalla Lega Pro, grazie al terzo posto ottenuto con 57 punti. Le prime nove classificate salgono al terzo livello del calcio nazionale professionistico, le ultime nove retrocedono in Serie D tra i dilettanti.

## Divise e sponsor
Il fornitore ufficiale di materiale tecnico per la stagione 2013-2014 è stato Acerbis, azienda con cui la società ha stipulato un accordo di partnership quadriennale; gli sponsor di maglia sono stati Azimut nel mese di ottobre 2013 e Relais 23 a partire dal 15 gennaio 2014.
| 1ª divisa | 2ª divisa |

## Organigramma societario
Area direttiva
- Presidente: Luca Di Masi

Area organizzativa
- Segretario generale: Stefano Toti
- Segreteria amministrativa: Cristina Bortolini e Federica Rosina
- Addetto all'arbitro: Guido Nardone
- Rapporti con la tifoseria: Emanuele Bellingeri

Area comunicazione
- Responsabile: Gigi Poggio

Area marketing
- Direttore commerciale: Luca Borio

Area tecnica
- Direttore sportivo: Massimiliano Menegatti
- Allenatore: Egidio Notaristefano, dal 5 novembre Luca D'Angelo[1]
- Allenatore in seconda: Giampaolo Ceramicola, dal 5 novembre Marco Greco[1]
- Preparatore atletico: Francesco Benassi, dal  5 novembre Andrea Bocchio
- Preparatore dei portieri: Gian Luigi Gasparoni

Area sanitaria
- Responsabile: Elena Bellinzona
- Medico sociale: Biagio Polla
- Massofisioterapista: Luigi Marostica

Giovanili
- Coordinatore organizzativo: Alberto Sala
- Coordinatore tecnico: Maurizio Ferrarese

## Calciomercato

### Sessione estiva
| Acquisti | Acquisti          | Acquisti    | Acquisti              |
| R.       | Nome              | da          | Modalità              |
| -------- | ----------------- | ----------- | --------------------- |
| P        | Giacomo Poluzzi   | Giacomense  | definitivo            |
| D        | Andrea Boron      | Padova      | riscatto comproprietà |
| D        | Alessio Mariotti  | Catanzaro   | definitivo            |
| D        | Dario Romano      | Juventus    | riscatto comproprietà |
| D        | Roberto Sabato    | Forlì       | definitivo            |
| D        | Alex Sirri        | Giacomense  | definitivo            |
| C        | Gabriele Cavalli  | Renate      | definitivo            |
| C        | Francesco Ferrini | Pavia       | definitivo            |
| C        | Mirco Spighi      | Rimini      | definitivo            |
| C        | Riccardo Taddei   | Rimini      | definitivo            |
| C        | Michele Valentini | Teramo      | definitivo            |
| A        | Fausto Ferrari    | Castiglione | definitivo            |
| A        | Michele Marconi   | Venezia     | prestito              |
| A        | Julien Rantier    | Perugia     | definitivo            |
| A        | Luigi Scotto      | Savona      | definitivo            |

| Cessioni | Cessioni           | Cessioni      | Cessioni   |
| R.       | Nome               | a             | Modalità   |
| -------- | ------------------ | ------------- | ---------- |
| P        | Dario Pavanello    | Virtus Vecomp | definitivo |
| D        | Mirko Barbagli     | Forlì         | definitivo |
| D        | Andrea Boron       | Forlì         | definitivo |
| D        | Giacomo Gambaretti | Castiglione   | definitivo |
| C        | Nicolò Bianchi     | Monza         | definitivo |
| C        | Fabio Roselli      | Matera        | definitivo |
| A        | Davide Bertocchi   | Derthona      | definitivo |
| A        | Daniele Degano     | Ancona        | definitivo |
| A        | Jacopo Fanucchi    | Cuneo         | definitivo |
| A        | Andrea Ferretti    | Tuttocuoio    | definitivo |
| A        | Davide Rossi       | Castiglione   | definitivo |

### Sessione invernale
| Acquisti | Acquisti                | Acquisti     | Acquisti   |
| R.       | Nome                    | da           | Modalità   |
| -------- | ----------------------- | ------------ | ---------- |
| D        | Manuel Ferrani          | Teramo       | definitivo |
| C        | Davide Baiocco          | Cremonese    | definitivo |
| C        | Ivan Buonocunto         | Pergolettese | definitivo |
| C        | Massimiliano Sampaolesi | Forlì        | definitivo |
| A        | Francesco Morga         | Rimini       | definitivo |

| Cessioni | Cessioni           | Cessioni     | Cessioni   |
| R.       | Nome               | a            | Modalità   |
| -------- | ------------------ | ------------ | ---------- |
| D        | Andrea Mazzuoli    | Pianese      | definitivo |
| D        | Federico Viviani   | Colligiana   | svincolato |
| C        | Francesco Ferrini  | Forlì        | definitivo |
| C        | Simone Caciagli    | Gavorrano    | definitivo |
| C        | Alberto Filiciotto | Pergolettese | definitivo |

## Risultati

### Lega Pro Seconda Divisione

#### Girone di andata
| Arbitro: | Aversano (Treviso) |

|                       |           |           |
| Bertazzoli 24’ (rig.) | Marcatori | 6’ Spighi |

| Arbitro: | Giua (Pisa) |

|             |           |             |
| Viviani 61’ | Marcatori | 70’ Bottone |

| Arbitro: | Zanonato (Vicenza) |

|                     |           |               |
| Sinigaglia 47’, 50’ | Marcatori | 52’ Valentini |

| Arbitro: | Pillitteri (Palermo) |

|                                                               |           |            |
| Valentini 19’ R. Taddei 31’ Rantier 59’ G. Cavalli 81’ (rig.) | Marcatori | 21’ Curcio |

| Arbitro: | Casaluci (Lecce) |

|  |           |                         |
|  | Marcatori | 19’ Mora 52’ G. Cavalli |

| Alessandria 4 ottobre 2013, ore 20:45 CEST 6ª giornata | Alessandria           | 0 – 0 referto | SPAL | Stadio Giuseppe Moccagatta (1.887 spett.)\| Arbitro: \| Rocca (Vibo Valentia) \| |
| Arbitro:                                               | Rocca (Vibo Valentia) |               |      |                                                                                  |

| Arbitro: | Boggi (Salerno) |

|            |           |              |
| Scotto 88’ | Marcatori | 39’ Baldazzi |

| Meda 20 ottobre 2013, ore 15:00 CEST 8ª giornata | Renate              | 0 – 0 referto | Alessandria | Stadio Città di Meda (321 spett.)\| Arbitro: \| Formato (Benevento) \| |
| Arbitro:                                         | Formato (Benevento) |               |             |                                                                        |

| Arbitro: | Mancini (Fermo) |

|                               |           |              |
| Mora 9’ M. Marconi 23’ (rig.) | Marcatori | 39’ D. Forte |

| Arbitro: | Mastrodonato (Molfetta) |

|                                                          |           |                              |
| Maistrello 21’ Semenzato 29’ Proietti 70’ Berrettoni 84’ | Marcatori | 25’ R. Taddei 86’ M. Marconi |

| Arbitro: | Melidoni (Frattamaggiore) |

|               |           |             |
| Valentini 13’ | Marcatori | 15’ Beccaro |

| Arbitro: | Dei Giudici (Latina) |

|              |           |  |
| Fanucchi 83’ | Marcatori |  |

| Arbitro: | Bichisecchi (Livorno) |

|                                     |           |  |
| Floriano 45’ (rig.) De Respinis 86’ | Marcatori |  |

| Arbitro: | Pierro (Nola) |

|                                   |           |            |
| M. Marconi 35’, 52’ Valentini 68’ | Marcatori | 28’ Odogwu |

| Arbitro: | Albertini (Ascoli Piceno) |

|                 |           |                                                        |
| D. Fioretti 44’ | Marcatori | 30’, 67’ M. Marconi 52’ Scotto 61’ Viviani 81’ Rantier |

| Arbitro: | Serra (Torino) |

|                                                                 |           |  |
| Viviani 21’ Scotto 44’ G. Cavalli 45’ Spighi 49’ M. Marconi 55’ | Marcatori |  |

| Arbitro: | D'Angelo (Ascoli Piceno) |

|                                               |           |                            |
| Baldrocco 76’ Melucci 78’ Pettarin 90’ (rig.) | Marcatori | 6’ Sirri 45’ (aut.) Petráš |

#### Girone di ritorno
| Arbitro: | Illuzzi (Molfetta) |

|                                            |           |                |
| Sirri 11’ Spighi 40’ G. Cavalli 50’ (rig.) | Marcatori | 34’ Bardelloni |

| Arbitro: | Marini (Roma) |

|                                  |           |              |
| Infantino 32’ (rig.) Bottone 90’ | Marcatori | 2’ R. Sabato |

| Arbitro: | Marinelli (Tivoli) |

|                              |           |             |
| G. Cavalli 18’ Valentini 54’ | Marcatori | 22’ Finotto |

| Arbitro: | Cangiano (Napoli) |

|  |           |             |
|  | Marcatori | 54’ Ferrani |

| Arbitro: | Martinelli (Roma) |

|                    |           |  |
| G. Cavalli 4’, 71’ | Marcatori |  |

| Arbitro: | Brasi (Seregno) |

|                                    |           |                    |
| Giani 30’ Personè 73’ Berretti 79’ | Marcatori | 31’, 90’ Valentini |

| Rimini 16 febbraio 2014, ore 14:30 CET 24ª giornata | Rimini               | 0 – 0 referto | Alessandria | Stadio Romeo Neri (1.457 spett.)\| Arbitro: \| Cifelli (Campobasso) \| |
| Arbitro:                                            | Cifelli (Campobasso) |               |             |                                                                        |

| Arbitro: | Rapuano (Rimini) |

|  |           |                                            |
|  | Marcatori | 57’ Chimenti 82’ (rig.) Gualdi 90’ Florian |

| Arbitro: | Caso (Verona) |

|                 |           |                           |
| Evangelisti 50’ | Marcatori | 1’ M. Marconi 26’ Rantier |

| Arbitro: | Rocca (Vibo Valentia) |

|                               |           |                 |
| Sampaolesi 41’ M. Marconi 79’ | Marcatori | 29’ Pietribiasi |

| Arbitro: | Greco (Lecce) |

|                      |           |                              |
| Papa 58’ Martini 76’ | Marcatori | 13’ Valentini 61’ M. Marconi |

| Arbitro: | Aversano (Treviso) |

|                       |           |            |
| Rantier 33’ Sirri 73’ | Marcatori | 27’ Lauria |

| Arbitro: | Pelagatti (Arezzo) |

|                          |           |             |
| Valentini 70’ Scotto 76’ | Marcatori | 10’ Spinale |

| Verona 6 aprile 2014, ore 15:00 CEST 31ª giornata | Virtus Verona           | 0 – 0 referto | Alessandria | Stadio Marcantonio Bentegodi (736 spett.)\| Arbitro: \| Ripa (Nocera Inferiore) \| |
| Arbitro:                                          | Ripa (Nocera Inferiore) |               |             |                                                                                    |

| Arbitro: | Fanton (Lodi) |

|                |           |  |
| F. Ferrari 71’ | Marcatori |  |

| Arbitro: | Piscopo (Imperia) |

|  |           |                                                                   |
|  | Marcatori | 1’ Taddei 22’ Morga 45’ Rantier 80’ Sabato 82’ Ferrari 88’ Scotto |

| Arbitro: | Bertani (Pisa) |

|            |           |                                       |
| Taddei 19’ | Marcatori | 30’ (rig.) Segato 57’, 76’ Longobardi |

### Coppa Italia Lega Pro

#### Fase eliminatoria a gironi
| Arbitro: | Giua (Pisa) |

|             |           |                   |
| Barbaro 59’ | Marcatori | 8’ (rig.) Rantier |

| Arbitro: | Baldicchi (Città di Castello) |

|                   |           |             |
| Falasca 6’ (aut.) | Marcatori | 79’ Maimone |

## Statistiche

### Statistiche di squadra
| Competizione               | Punti | In casa | In casa | In casa | In casa | In casa | In casa | In trasferta | In trasferta | In trasferta | In trasferta | In trasferta | In trasferta | Totale | Totale | Totale | Totale | Totale | Totale | DR  |
| Competizione               | Punti | G       | V       | N       | P       | Gf      | Gs      | G            | V            | N            | P            | Gf           | Gs           | G      | V      | N      | P      | Gf     | Gs     | DR  |
| -------------------------- | ----- | ------- | ------- | ------- | ------- | ------- | ------- | ------------ | ------------ | ------------ | ------------ | ------------ | ------------ | ------ | ------ | ------ | ------ | ------ | ------ | --- |
| Lega Pro Seconda Divisione | 57    | 17      | 11      | 4       | 2       | 32      | 17      | 17           | 5            | 5            | 7            | 27           | 22           | 34     | 16     | 9      | 9      | 59     | 39     | +20 |
| Coppa Italia Lega Pro      |       | 1       | 0       | 1       | 0       | 1       | 1       | 1            | 0            | 1            | 0            | 1            | 1            | 2      | 0      | 2      | 0      | 2      | 2      | 0   |
| Totale                     | -     | 18      | 11      | 5       | 2       | 33      | 18      | 18           | 5            | 6            | 7            | 28           | 23           | 36     | 16     | 11     | 9      | 61     | 41     | +20 |

### Statistiche dei giocatori
| Giocatore           | Lega Pro Seconda Divisione | Lega Pro Seconda Divisione | Lega Pro Seconda Divisione | Lega Pro Seconda Divisione | Coppa Italia Lega Pro | Coppa Italia Lega Pro | Coppa Italia Lega Pro | Coppa Italia Lega Pro | Totale   | Totale | Totale      | Totale     |
| Giocatore           | Presenze                   | Reti                       | Ammonizioni                | Espulsioni                 | Presenze              | Reti                  | Ammonizioni           | Espulsioni            | Presenze | Reti   | Ammonizioni | Espulsioni |
| ------------------- | -------------------------- | -------------------------- | -------------------------- | -------------------------- | --------------------- | --------------------- | --------------------- | --------------------- | -------- | ------ | ----------- | ---------- |
| D. Baiocco          | 14                         | 0                          | 3                          | 0                          | -                     | -                     | -                     | -                     | 14       | 0      | 3           | 0          |
| I. Buonocunto       | 2                          | 0                          | 0                          | 0                          | -                     | -                     | -                     | -                     | 2        | 0      | 0           | 0          |
| S. Caciagli         | 7                          | 0                          | 1                          | 0                          | 1                     | 0                     | 1                     | 0                     | 8        | 0      | 2           | 0          |
| V. Cammaroto        | 28                         | 0                          | 5                          | 0                          | 2                     | 0                     | 0                     | 0                     | 30       | 0      | 5           | 0          |
| G. Cavalli          | 31                         | 7                          | 4                          | 0                          | 2                     | 0                     | 1                     | 0                     | 33       | 7      | 5           | 0          |
| M. Ferrani          | 3                          | 1                          | 1                          | 0                          | -                     | -                     | -                     | -                     | 3        | 1      | 1           | 0          |
| F. Ferrari          | 3                          | 2                          | 1                          | 0                          | -                     | -                     | -                     | -                     | 3        | 2      | 1           | 0          |
| F. Ferrini          | 11                         | 0                          | 1                          | 1                          | 1                     | 0                     | 0                     | 0                     | 12       | 0      | 1           | 1          |
| A. Filiciotto       | 1                          | 0                          | 0                          | 0                          | -                     | -                     | -                     | -                     | 1        | 0      | 0           | 0          |
| M. Marconi          | 30                         | 10                         | 3                          | 1                          | 1                     | 0                     | 0                     | 0                     | 31       | 10     | 3           | 1          |
| A. Mariotti         | 28                         | 0                          | 1                          | 0                          | 1                     | 0                     | 0                     | 0                     | 29       | 0      | 1           | 0          |
| A. Mazzuoli         | -                          | -                          | -                          | -                          | 1                     | 0                     | 0                     | 0                     | 1        | 0      | 0           | 0          |
| L. Mora             | 29                         | 2                          | 9                          | 0                          | 1                     | 0                     | 1                     | 0                     | 30       | 2      | 10          | 0          |
| F. Morga            | 15                         | 1                          | 3                          | 0                          | -                     | -                     | -                     | -                     | 15       | 1      | 3           | 0          |
| A. Pappaianni Lenzi | 2                          | 0                          | 0                          | 0                          | 1                     | 0                     | 0                     | 0                     | 3        | 0      | 0           | 0          |
| G. Poluzzi          | 25                         | -23                        | 2                          | 0                          | 1                     | -1                    | 0                     | 0                     | 26       | -24    | 2           | 0          |
| J. Rantier          | 31                         | 5                          | 3                          | 0                          | 2                     | 1                     | 0                     | 0                     | 33       | 6      | 3           | 0          |
| D. Romano           | 8                          | 0                          | 4                          | 0                          | 1                     | 0                     | 0                     | 0                     | 9        | 0      | 4           | 0          |
| R. Sabato           | 30                         | 2                          | 5                          | 0                          | -                     | -                     | -                     | -                     | 30       | 2      | 5           | 0          |
| M. Sampaolesi       | 7                          | 1                          | 1                          | 0                          | -                     | -                     | -                     | -                     | 7        | 1      | 1           | 0          |
| L. Scotto           | 30                         | 5                          | 6                          | 0                          | 1                     | 0                     | 0                     | 1                     | 31       | 5      | 6           | 1          |
| A. Servili          | 10                         | -16                        | 0                          | 1                          | 1                     | -1                    | 0                     | 0                     | 11       | -17    | 0           | 1          |
| A. Sirri            | 22                         | 3                          | 12                         | 3                          | 2                     | 0                     | 0                     | 0                     | 24       | 3      | 12          | 3          |
| M. Spighi           | 32                         | 3                          | 5                          | 0                          | 1                     | 0                     | 0                     | 0                     | 33       | 3      | 5           | 0          |
| R. Taddei           | 18                         | 4                          | 0                          | 0                          | 2                     | 0                     | 1                     | 0                     | 20       | 4      | 1           | 0          |
| F. Tanaglia         | 13                         | 0                          | 2                          | 0                          | 2                     | 0                     | 1                     | 0                     | 15       | 0      | 3           | 0          |
| M. Valentini        | 30                         | 9                          | 6                          | 0                          | 2                     | 0                     | 0                     | 0                     | 32       | 9      | 6           | 0          |
| F. Viviani          | 14                         | 3                          | 3                          | 1                          | 1                     | 0                     | 0                     | 0                     | 15       | 3      | 3           | 1          |